# Matthew Caws
Matthew Caws (geboren op 5 augustus 1967), is een Amerikaanse zanger, songwriter en gitarist. Als leadzanger en gitarist maakt hij maakt deel uit van de band Nada Surf. Hij maakt ook deel uit van het duo Minor Alps, naast Juliana Hatfield.

## Biografie
Matthew Caws is geboren in New York. In zijn jeugd namen zijn ouders sabbaticals in Frankrijk, waardoor hij Frans heeft geleerd. Vervolgens ging hij naar school aan het Lycéé Français de New York, een tweetalige Franse school. Hier leerde hij Daniel Lorca kennen, die later met Matthew Caws de band Nada Surf is gaan vormen. In 2016 is hij getrouwd met Emily Bidwell. 